# المحيط الرضوي
المحيط الرضوي في فروع الفقه الحنفي، لرضي الدين السرخسي وهو كتاب من مبسوطات ومطولات كتب المذهب الحنفي، وقد اعتمد عليه كثير من فقهاء الحنفية لاشتماله أهم المتون الفقهية الحنفية وغيرها.
قال في مقدمته:
| المحيط الرضوي | "..وبدأت كل باب بمسائل المبسوط لما أنها أصول مثبتة، وأردفتها بمسائل النوادر والنوازل لما أنها من أصول المسائل منزوعة، ثم أعقبتها بمسائل الجامع لما أنها من زبدة الفقه مجموعة، ثم ختمتها بمسائل الزيادات لما أنها على فروع الجامع مزيدة، وسميته محيطًا لما أنه محيط بمسائل الكتب.." | المحيط الرضوي |